# Sgurr a' Bhealaich Dheirg
Sgurr a' Bhealaich Dheirg är ett berg i Storbritannien.   Det ligger i kommunen Highland och riksdelen Skottland, i den nordvästra delen av landet, 700 km nordväst om huvudstaden London. Toppen på Sgurr a' Bhealaich Dheirg är 1 036 meter över havet, eller 633 meter över den omgivande terrängen. Bredden vid basen är 14,9 km.
Terrängen runt Sgurr a' Bhealaich Dheirg är kuperad åt sydost, men åt nordväst är den bergig. Trakten runt Sgurr a' Bhealaich Dheirg är nära nog obefolkad, med mindre än två invånare per kvadratkilometer. Närmaste större samhälle är Dornie, 19,0 km nordväst om Sgurr a' Bhealaich Dheirg. Trakten runt Sgurr a' Bhealaich Dheirg består i huvudsak av gräsmarker.